# جورج کروگمن
جورج کروگمن (انگلیسی: Georg Krogmann; ۴ سپتامبر ۱۸۸۶ – ۹ ژانویهٔ ۱۹۱۵) بازیکن فوتبال اهل امپراتوری آلمان بود.
از باشگاه‌هایی که در آن بازی کرده‌است می‌توان به باشگاه فوتبال هولشتاین کیل اشاره کرد.